# 帰謬法 (修辞学)
修辞学における帰謬法または背理法（きびゅうほう、はいりほう、羅: Reductio ad absurdum）とは、ある事柄の否定的見解が不条理ないし馬鹿げた結論、あるいは矛盾する結論になることを以て、ある事柄の正しさを主張しようとする論法である。もしくは、起こり得る事実や選択（シナリオ）を列挙した上で、それぞれの結論が不条理や馬鹿げた結論になることを以て、それ以外の残ったものが正しいとする論法とも言い換えられる。修辞学者の佐藤信夫の分類では残余論法（羅: expeditio）の一種に分類される。
例えば
- 地球は平らではない。さもなければ、人々は端から転落してしまう。
- 最小の正の有理数は存在しない。存在すると仮定した場合、それは2で除算することによってさらに小さな値が存在する。

最初の例は、前提の否定が私たちの感覚に反した馬鹿げた結論をもたらすことで、前提が正しいことを間接的に主張している。2番目の例は数学的な意味での背理法（帰謬法）であり、前提の否定により論理的な矛盾を生じさせることによって命題の正しさを論証している。

## ギリシャ哲学
帰謬法はギリシャ哲学では広く用いられてきた。帰謬法の最古の例はクセノパネス（紀元前570-475年）の風刺詩である。かつてホロメスは神を擬人化し、人の過ちは神に由来すると述べた。これにクセノパネスは、もし、馬や牛が絵を描くことができるのであれば、彼らは神を馬や牛の形で描くに違いない。しかし、神々が両方の形を持つことはありえないからこれは矛盾である。よって神を擬人化したり、人の過ちを神々に帰属させるのは誤りだと論じた。
ギリシャの数学者たちは帰謬法を使って基礎的な命題の証明を行っていた。エウクレイデス（ユークリッド）と、アルキメデスは初期の好例である。
ソクラテスの論説に言及したプラトンの初期の対話篇や、ソクラテス式問答法と呼ばれる形式的な弁証法に帰謬法が見られる。通常、ソクラテスの相手は、問題がないと思われる主張（命題）を立てる。それに応じてソクラテスは段階的な推論を通し、またその背景にある仮説や前提を提示し、その主張が不合理や矛盾した結論に導かれること、最初の命題が誤っていることを相手に認めさせ、アポリアを受け入れさせる。この手法はアリストテレスの研究対象でもあった。ピュロニスト（Pyrrhonists、懐疑論者）や反アカデメイア派（Academic Skeptics）は、ヘレニズム哲学に基づく学校の教義（ドグマ）に異議を唱えるため、帰謬法に基づく議論を広範に仕掛けた。

## 仏教哲学
中観派に由来する仏教哲学の多くは、様々な本質主義的な考えが、いかに不条理な結論をもたらすかを、帰謬法的な推察を通して示すことに焦点を当てている。物質や本質はどのような理論を持っていても永続的なものではなく、したがって変化・因果・感覚（知覚）などの現象（ダルマ）は、本質的存在の空であることを示すために用いられる。

## 無矛盾律と間接証明法
アリストテレスはある事柄（命題）において、真と偽が並立することはありえないとする無矛盾律のなかで、矛盾と偽の関係を明示した。つまり、命題{\displaystyle Q}と、その否定{\displaystyle \lnot Q}が両方とも真であることはありえない。したがって、ある前提から命題とその否定の両方が論理的に導き出すことができるのであれば、その前提は偽であると結論づけることができる。この手法は間接証明法（indirect proof）や背理法（proof by contradiction）と呼ばれ、論理学や数学分野においては帰謬法による論証の基礎となっている。

## 残余論法
全体をいくつかのパターンに分けて、他をすべて否定することで、残った1つが正しいと論証するというものを残余論法（ざんよろんぽう、羅: expeditio）と言う。この手法の中で、特に全体を肯定と否定とに分け、否定の方が成り立たないことを示すことによって肯定の方が正しいとするものを帰謬法（背理法）と呼ぶ。

## 両刀論法
残余論法の類似概念として、2つの選択肢しかなく、そのどちらを選択しても（不合理であったり矛盾する内容となって）同じような帰結が導き出されるものを両刀論法（りょうとうろんぽう、羅: dilemma）と言う。例えば、佐藤信夫は塩野七生の『愛の年代記』を元に以下の例を挙げる（下線による強調は佐藤が引いたものの通り）。
この文章は16世紀末のフィレンツェの名門アルビツィ家の私生児であるジュリアが結婚できないことを叙述したものである。ジュリアが結婚において取りうることができる選択は庶民の男か、上流階級の男かの2択である。しかし、「庶民の男との結婚という選択は血筋で無理になる」「上流階級の男との結婚という選択は経済問題で無理になる」、よって、どのような選択でも「結婚できない」という結論しか無い。
原義はジレンマ（羅: dilemma）であり、日常的用法としてはそのままジレンマと呼ばれるものである。